# Rhodothermaceae
Die Rhodothermaceae sind eine Familie von Bakterien. Sie zählen zu der Ordnung Rhodothermales im Phylum Rhodotermaeota. Der Name ist abgeleitet von dem griechischen Wort rhodon für Rose und dem griechischen Wort thermos für heiß. Die Typusgattung ist Rhodothermus Alfredsson et al. 1995

## Erscheinungsbild
Der Gram-Test ist negativ. Die Zellen sind gerade Stäbchen. Die Größe für Rhodothermus marinus liegt bei 0,5 × 2,0–2,5 µm, für Rhodothermus profundi zwischen 0,5 μm und 1,5–3,5 μm. Sie sind immer unbeweglich. Sporen werden nicht gebildet. Die Kolonien sind rot gefärbt. Das Pigment bei Rhodothermus marinus ist ein Carotinoid und das Hauptchinon ist Menachinon 7. Die Bakterien sind thermophil (wärmeliebend), so liegt z. B. die Wachstumstemperatur von Rhodothermus marinus im Bereich von 54–77 °C, die Temperatur für optimales Wachstum von Rhodothermus profundi bei 70–75 °C. Für Salinobacter liegt sie im Bereich von 35 bis 40 °C.

## Stoffwechsel
Das Wachstum ist aerob oder fakultativ anaerob (Longibacter salinarum). Alle Arten sind chemo-organotroph. Der Stoffwechsel ist die Atmung. Rhodothermus marinus bildet hitzestabile hydrolytische Enzyme. Beispiele sind Enzyme für den Stärke-, Hemicellulose- und Celluloseabbau.

## Vorkommen
Arten von Rhodothermus kommen in extremen, heißen Gebieten vor, wie z. B. in marinen Thermalquellen. Die halophile Art Longimonas halophila wurde in einen Salzsee gefunden.

## Systematik
Die Familie besteht aus folgenden Gattungen (Stand: 16. Januar 2019):
- Longibacter Xia et al. 2016
- Longimonas Xia et al. 2015
- Rhodothermus Alfredsson et al. 1995

Aufgrund von weiteren Untersuchungen wurde die Familie im Jahre 2016 in ein neues Phylum gestellt, den Rhodothermaeota. Einige Gattungen wurden anschließend zu anderen, ebenfalls neu aufgestellten Familien gestellt, so zählen z. B. die Gattungen Salisaeta und Salinibacter  nun zu den Salinibacteraceae. Salinibacter ist extrem halophil („salzliebend“). Diese Art zählt zu den extremsten halophilen Bakterien überhaupt. Die Art Salinibacter ruber kommt in Salzgewinnungsanlagen vor. Die früher ebenfalls in den Rhodothermaceae geführten Gattungen Rubricoccus und Rubrivirga zählen nun zu der neu erstellten Familie Rubricoccaceae.